# Cariba Heine

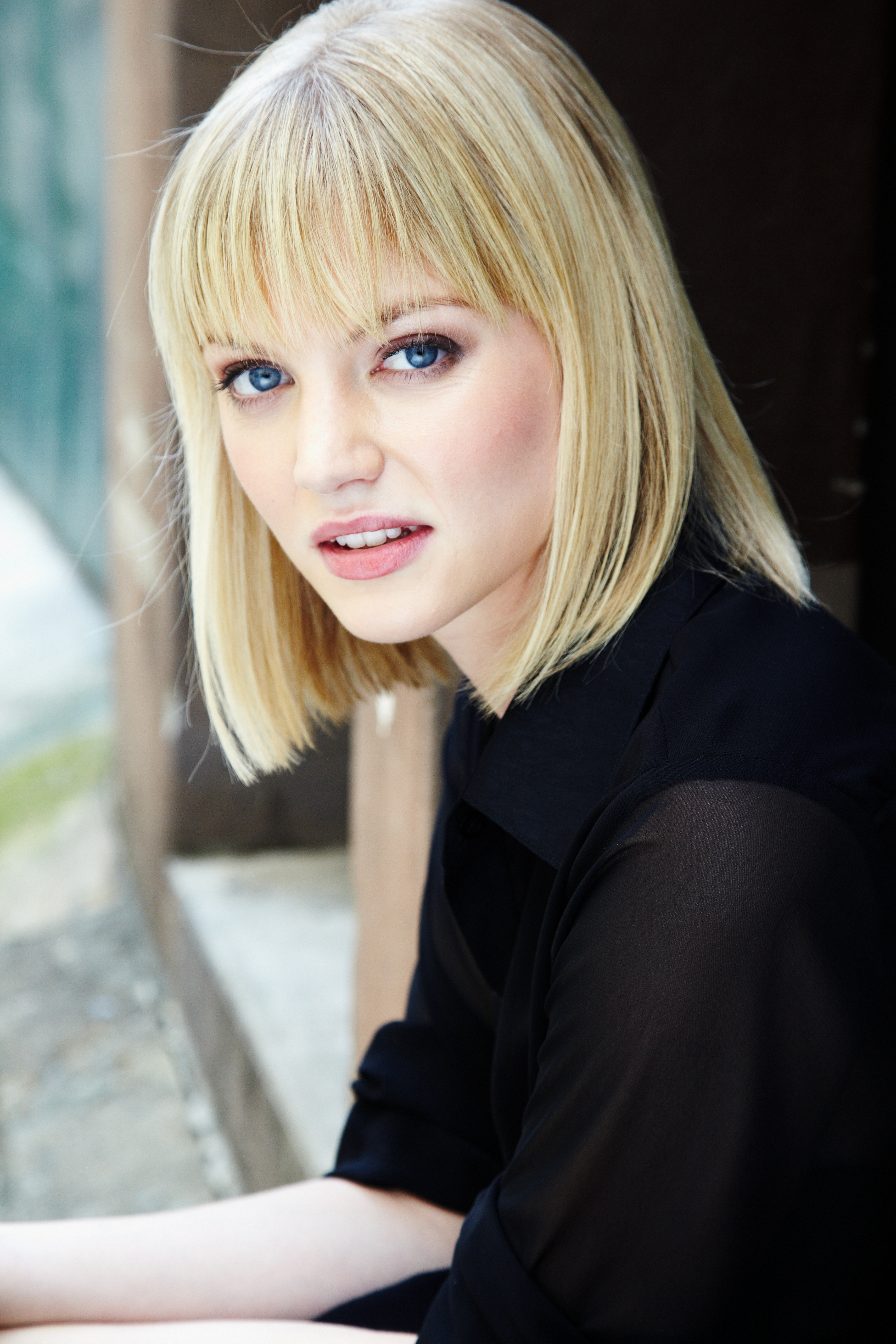
Cariba Heine (2012)

Cariba Heine (* 1. Oktober 1988 in Johannesburg, Südafrika) ist eine australische Schauspielerin und Tänzerin.

## Werdegang
Heines Mutter ist im Showgeschäft tätig, wodurch das Interesse ihrer Tochter an den darstellenden Künsten geweckt wurde. Michelle Heine betreibt zudem eine Tanzakademie in Canberra. Dort machte Cariba im Alter von acht Jahren ihre Anfänge als Tänzerin. In der Highschool trainierte sie 25 Stunden die Woche. Mit 15 Jahren begann Heine verschiedene Tanzformen auf professioneller Ebene zu erlernen und wurde Expertin für Jazz, Stepptanz, klassisches Ballett, Akrobatik und Gymnastik. Später wandt sie sich auch dem Schauspiel und Gesang zu. Sie ist die jüngste Tänzerin, die jemals bei der „Stargazers Convention“ in Sydney aufgetreten ist. Ihr Bruder Kyle Heine ist ebenfalls Tänzer.
Die wohl bekannteste Rolle der Schauspielerin ist die der Rikki Chadwick in H2O – Plötzlich Meerjungfrau, einer Jugendserie, die das australische Fernsehen in Zusammenarbeit mit dem ZDF und ZDF Enterprises produziert hat.  Außerdem wirkte sie in einigen anderen australischen Filmproduktionen mit. 
2005 tanzte sie mit ihrem Partner Dale Molloy in der Show Strictly Dancing. Als sie allerdings 2006 die Rolle der Rikki Chadwick in H2O – Plötzlich Meerjungfrau bekam, gelang ihr der schauspielerische Durchbruch. Seitdem spielte sie in mehreren Serien mit. 2009 spielte sie beispielsweise die Rolle der Phyllis in der Miniserie The Pacific von HBO. Von 2010 bis 2013 spielte sie in der Serie Dance Academy – Tanz deinen Traum! als Isabelle mit.

## Privatleben
Cariba Heine wurde 1988 in Johannesburg als Tochter von Michelle und Kevin Heine geboren. Seit 1991 lebt sie in Australien. Cariba Heine ist seit 2024 verheiratet.

## Filmografie (Auswahl)

### Filme
- 2009: A Model Daughter: The Killing of Caroline Byrne (Fernsehfilm)
- 2011: Blood Brothers (Fernsehfilm)
- 2012: Bait 3D – Haie im Supermarkt (Bait 3D)

### Serien
- 2005: Strictly Dancing (Episode 2x12)
- 2007: Stupid Stupid Man (Episode 2x02)
- 2008: Blue Water High (26 Episoden)
- 2006–2010: H2O – Plötzlich Meerjungfrau (H2O: Just Add Water, 78 Episoden)
- 2010: The Pacific (Miniserie, Episode 1x10)
- 2010, 2013: Dance Academy – Tanz deinen Traum! (Dance Academy, 9 Episoden)
- 2012: Howzat! Kerry Packer’s War (Miniserie, 2 Episoden)
- 2014: Friendly Advice (Webserie, 2 Episoden)
- 2015: Hiding (4 Episoden)
- 2016: Mako – Einfach Meerjungfrau (Mako Mermaids, 2 Episoden)
- 2017: Designated Survivor (Episoden 2x05–2x07)
- 2018: Adopted (2 Episoden)
- 2018: Home and Away (Seifenoper, 23 Episoden)
- 2020–2022: The Secrets She Keeps (12 Episoden)
- 2021–2023: Everyone Is Doing Great (7 Episoden)
- 2023: Wellmania (Episode 1x01)